# Anacarsis Lanús (hijo)

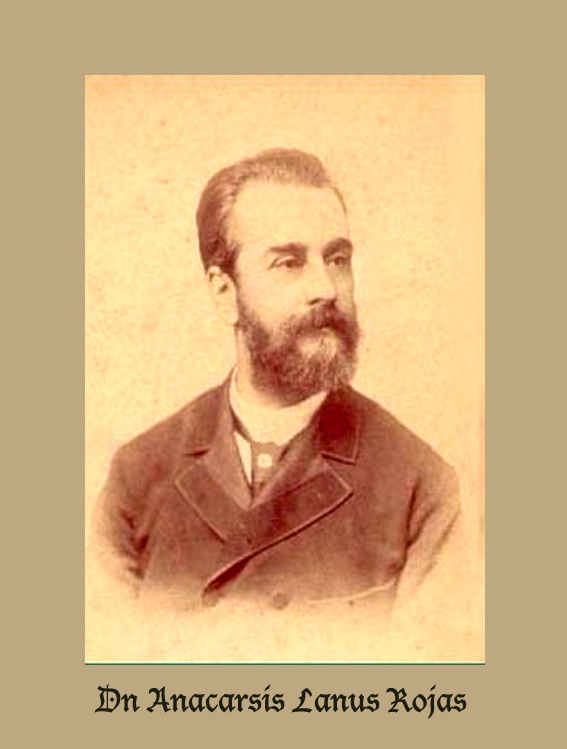

Anacarsis Lanús (hijo), hijo del comerciante Anacarsis Lanús, fue el sexto Gobernador del Territorio Nacional del Chaco, desde la Organización de los Territorios Nacionales de 1884 (Ley 1532), entre el 20 de junio de 1911 al 16 de junio de 1914.

## Gobernador del Territorio Nacional del Chaco
Durante su mandato, se pone en ejecución los planes de la Ley 5559 de fomento de los territorios nacionales, para darle base económica en su desarrollo, estímulo efectivo de la producción y el fraccionamiento de las grandes extensiones de tierra fiscal, además de la ejecución de obras públicas.
En este período de gobernación, se hizo el estudio de las líneas fronrterizas entre los territorios de Chaco y Formosa, con la provincia de salta, encargada al Ing. Mariano S. Barilari.
Se intensificaron los trabajos de estudio y obras del Bermejo, hasta alcanzar el kilómetro 335, comprendiendo la limpieza del cauce, el desmonte de las orillas y la construcción de la línea telegráfica que costeaba el río, pasando los 183 kilómetros. Así también ejecutó obras en su arranque, Puerto Bermejo, para los servicios de navegación del río, y habilitó al público la navegación en embarcaciones del Estado por una extensión de 300 kilómetros.
Realizó el censo de 1912, arrojando la existencia de 43002 habitantes, desarrollo actividades para perfeccionar la vialidad, contribuyó al aumento de los servicios de los dos ferrocarriles que cruzaban el territorio, el primero que se internaba en la parte sur, llegando hasta puerto Barranqueras (146 km), y el segundo la línea Barranqueras a Metán, Salta (205 km).
En 1912, con el fin de ampliar la extensión de tierras controladas por el Estado, se funda Presidencia Roque Sáenz Peña, dando origen a la capital algodonera.